# Maurice Barrès

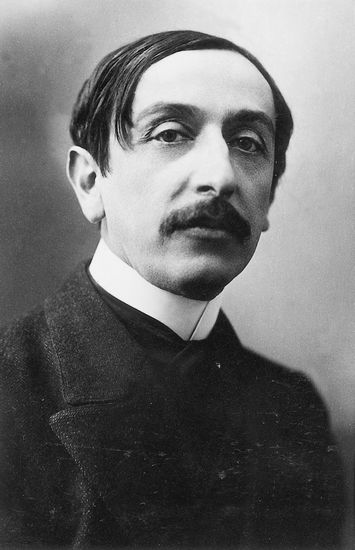
Maurice Barrès

Maurice Barrès (Charmes, 19 augustus 1862 - Parijs, 4 december 1923) was een Frans romanschrijver, politicus en martinist.
Als kind maakte Barrès de intrede van Pruisische troepen mee na de Franse nederlaag in de Frans-Duitse Oorlog. Deze gebeurtenis zou hem blijvend tekenen. Hij liep school in Malgrange en Nancy. Zonder geestdrift begon hij aan een rechtenstudie in Parijs. In de hoofdstad bewoog hij in het symbolistische milieu. Hij was een jeugdvriend van de occultist en dichter Stanislas de Guaita. Tussen 1888 en 1891 verschenen zijn eerste drie romans, die hem terstond beroemdheid opleverden: Le Culte du moi : Sous l'œil des barbares (1888), Un homme libre (1889) en Le Jardin de Bérénice (1891).
In 1889 werd hij verkozen in de Kamer van Afgevaardigden (Chambre de députés). In het begin van zijn politieke carrière was de rebelse en anti-conformistische Barrès een aanhanger van het boulangisme. In de Dreyfus-affaire nam Barrès stelling tegen Émile Zola en werd een van de leidende figuren van het anti-Dreyfuskamp. Later evolueerde hij naar een traditioneel, lyrisch nationalisme. In 1894 stichtte hij het tijdschrift La Cocarde. Verder was hij achtereenvolgens voorzitter van de Ligue de la Patrie française en van de la Ligue des patriotes.
Hij was vanaf 1906 lid van de Académie française.

## Werken
- Le culte du moi (trilogie, 1888-1891)
- Roman de l’énergie nationale (trilogie, 1897-1902)
- La colline inspirée
- Stanislas de Guaita

Er is een herdenkingszuil voor hem opgericht op het uitzichtpunt bij Vaudemont in Lotharingen (Frankrijk).
- Bibsys: 14048627
- Biblioteca Nacional de España: XX1017638
- Bibliothèque nationale de France: cb118903382 (data)
- Catàleg d'autoritats de noms i títols de Catalunya: 981058520022606706
- CiNii: DA01133939
- Digitale Bibliotheek voor de Nederlandse Letteren: barr002
- Gemeinsame Normdatei: 118506684
- International Standard Name Identifier: 0000 0001 2137 1466
- Library of Congress Control Number: n79103802
- Nationale Bibliotheek van Letland: 000017987
- Bibliotheek van het Japanse parlement: 00462843
- Nationale Bibliotheek van Tsjechië: jn19990000463
- Nationale bibliotheek van Australië: 35783058
- Nationale Bibliotheek van Israël: 987007258251705171
- Nationale Bibliotheek van Polen: a0000001193121
- Nationale en Universitaire bibliotheek Zagreb: 000059951
- Nederlandse Thesaurus van Auteursnamen: 068522185
- Réseau des bibliothèques de Suisse occidentale: 02-A002972190
- Istituto Centrale per il Catalogo Unico: RAVV047579
- LIBRIS: 176836
- SNAC: w6rz05dr
- Système universitaire de documentation: 026706601
- Trove: 1085422
- Union List of Artist Names: 500258010
- Virtual International Authority File: 66463260
- WorldCat: E39PBJdrK3gxyD63Gryfctmrv3